# Федеративна держава

Федеративні держави різних типів існують у складі багатьох сучасних федеративних держав (позначені зеленим кольором)

Федеративна держава (також штат, провінція, регіон, кантон, земля, губернія, область, емірат або країна) — територіальна та конституційна спільнота,  що входить до складу федерації. Федеративна держава не має суверенітету, оскільки повноваження розподілені між іншими суб'єктами федерації та федеральним урядом. Федеративні держави відрізняються від суверенних держав..
Важливо зазначити, що федеративні держави не мають правосуб'єктності як суб'єкти міжнародного права. Натомість суверенною державою для цілей міжнародного права є федеративний союз як єдине ціле.  Залежно від конституційного устрою конкретної федерації, федеративна держава може мати різні ступені законодавчої, судової та адміністративної юрисдикції над певною географічною територією і є формою регіонального управління.
У деяких випадках федерація створюється шляхом об'єднання політичних утворень, які є або незалежними, або залежними територіями іншої суверенної держави (найчастіше колоніальної держави). В інших випадках федеративні держави були створені з адміністративного поділу колишніх унітарних держав. Після формування федеральної конституції норми, що регулюють відносини між федеральною та регіональною владою, стають частиною конституційного права країни, а не міжнародного права.
У країнах з федеративним устроєм існує розподіл влади між центральним урядом та складовими частинами держави. Ці суб’єкти – штати, провінції, графства, кантони, землі тощо – є частково самоврядними та користуються певним ступенем гарантованої конституцією автономії, який суттєво варіюється від країни до країни. Залежно від форми децентралізації влади, законодавчі повноваження суб'єктів федерації можуть або не можуть бути скасовані або накладені вето федеральним урядом. Закони, що регулюють відносини між федеральними та регіональними органами влади, можуть бути змінені через національну або федеральну конституцію, якщо вони існують, конституції штатів.
З точки зору внутрішньої політики, федеративні держави можуть мати республіканську або монархічну форми правління. Держави з республіканською формою правління зазвичай називають штатами (як штати США) або республіками (як республіки колишнього СРСР).

## Список суб'єктів федерації
Суб'єкти федерації, наведені в таблиці нижче, мають владні повноваження, притаманні конституційній системі федерації, в той час, як «інші суб'єкти» мають делеговані повноваження від федерального уряду або управляються ним безпосередньо.

## Див.також
- Асоційований стан
- Федеральний округ
- Федеральна територія
- Федерація
- Список країн за федеральним устроєм
- Список адміністративного поділу за країнами
- Список автономних областей за країнами
- Список суверенних держав
- Наднаціональний союз
- -стан

## Виноски
1. ↑  Прикладами є Австралія, Канада та США.
2. ↑  Це сталося в Бельгії в 1993 році. Бельгійські регіони вже мали делеговані повноваження.
3. ↑  For instance, Canadian provinces and Swiss cantons possess substantially more powers and enjoy more protection against interference and infringements from the central government than most non-Western federations.